# Paul Bassim
Paul Bassim OCD (ur. 14 listopada 1922 w Zagharcie, zm. 21 sierpnia 2012) – libański duchowny rzymskokatolicki, karmelita bosy, wikariusz apostolski Bejrutu.

## Biografia
29 czerwca 1946 otrzymał święcenia prezbiteriatu i został kapłanem Zakonu Braci Bosych Najświętszej Maryi Panny z Góry Karmel.
8 września 1974 papież Paweł VI mianował go wikariuszem apostolskim Bejrutu oraz biskupem tytularnym laodicejskim. 24 listopada 1974 w katedrze św. Ludwika w Bejrucie przyjął sakrę biskupią z rąk nuncjusza apostolskiego w Libanie abpa Alfredo Bruniery. Współkonsekratorami byli maronicki wikariusz patriarchalny patriarchatu Antiochii Nasr Allah Butrus Sufajr oraz wikariusz apostolski Aleppo Bonaventure Akiki OFM.
Na emeryturę przeszedł 30 lipca 1999.